# Schlosskapelle St. Michael (Tittmoning)

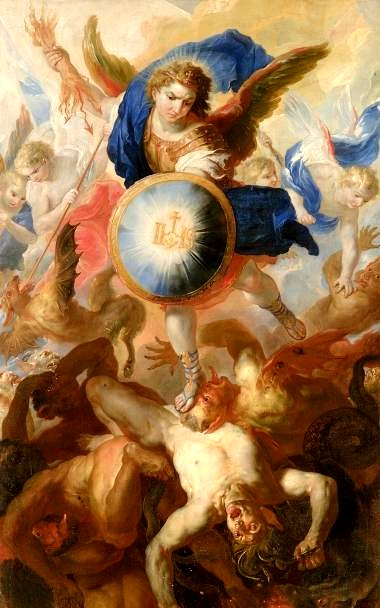
Altarbild von Johann Michael Rottmayr, 1697

Die Schlosskapelle St. Michael ist die römisch-katholische Kapelle der Burg in Tittmoning (Oberbayern). Sie wurde 1693 an der östlichen Seite des Burghofes neu errichtet. Mit der Weihe im Jahr 1694 wurde der Bau dem Schutz des Erzengels Michael unterstellt.
In der Burg von Tittmoning befand sich vermutlich bereits ab dem 13. Jahrhundert eine kleine Kapelle. Der Salzburger Erzbischof Johann Ernst von Thun ließ 1693 den heute noch vorhandenen Neubau errichten. Er ließ auch die linke Chororgel des Doms zu Salzburg in den eigentlich dafür zu kleinen Kirchenraum verbringen, um im Salzburger Dom ein neueres Werk des Passauer Orgelbauers Schretzer einbauen lassen zu können.
Den Innenraum der Kapelle dominiert ein mächtiger Altar aus rotem Marmor. In dessen Zentrum zeigt das von Johann Michael Rottmayr geschaffene Altarbild den Erzengel Michael, wie er Luzifer in die Hölle stürzt. Flankiert wird der Altar von zwei Skulpturen aus weißem Marmor des Salzburger Bildhauers Michael Bernhard Mandl. Sie stellen die beiden Erzengel Gabriel und Raphael dar.